# Погони (дим)
Пого́ни (греч. Δήμος Πωγωνίου)  — община (дим) в Греции. Входит в периферийную единицу Янину в периферии Эпире. Население 8960 жителей по переписи 2011 года. Площадь 701,059 квадратного километра. Плотность 12,78 человека на квадратный километр. Административный центр — Калпакион, исторический центр — Делвинакион. Димархом на местных выборах 2014 года избран Констандинос Капсалис (Κωνσταντίνος Καψάλης).
Община создана в 2010 году по программе «Калликратис» (ΦΕΚ 87Α) при слиянии упразднённых общин Ано-Каламас, Ано-Погони, Делвинакион и Калпакион, а также сообществ Лавдани и Погониани.
Названа по одноимённой исторической области.

## Административное деление

Административное деление общины:
1 — Калпакион
2 — по часовой стрелке снизу: Ано-Каламас, Лавдани, Делвинакион, Погониани, Ано-Погони

Община (дим) Погони делится на шесть общинных единиц.